# Juan de Palafox y Mendoza
Juan de Palafox y Mendoza (Fitero, 26 de juny de 1600 - El Burgo de Osma, 1 d'octubre de 1659) fou un prelat espanyol, bisbe de Puebla de los Ángeles, administrador de l'arquebisbat de Mèxic i durant alguns mesos virrei de Nova Espanya, morí essent bisbe d'Osma. Fou beatificat a El Burgo de Osma el 5 de junio de 2011, pel cardenal Angelo Amato.

## Orígens
Era fill il·legítim de Jaime Palafox y Mendoza, marquès d'Ariza, i d'una senyora principal el nom de la qual no es coneix. La mare el volgué abandonar en néixer per ocultar la deshonra, però el nen va ser recollit per un servidor del marquès, que el portà a casa seva i el cria com a fill. D'amagat, la seva mare recompensà l'honrat camperol i es va retirar a un monestir, on va viure durant molts anys. Als deu anys Juan fou reconegut pel seu pare; educat com corresponia a un noble, cursà estudis a les universitats d'Alcalá de Henares i Salamanca, on es doctorà en dret.
El rei Felip IV d'Espanya el va conèixer a les Corts d'Aragó de l'any 1626, on Palafox era diputat per l'estat de la noblesa. El rei, agraït pels serveis que li prestà, l'anomenà el seu conseller.

## Fiscal del Consell de Guerra
Poc després fou elegit fiscal del Consell de Guerra, i el mateix 1626 elevat al mateix càrrec en el Consell d'Índies. La cort li produí mal efecte; quan el marquès de Torres, parent seu, li demanà el seu parer sobre la vida de la cort, Palafox contestà amb una famosa quarteta: 
| « | Marqués mío, no te asombre ría y llore, cuando veo tantos hombres sin empleo tantos empleos sin hombre. | » |

La greu malaltia de la seva única germana i la mort d'alguns homes que admirava van fer-lo teni una crisi espiritual; desenganyat del món, començà una rigorosa vida de penitència i pobresa, decidint deixar la cort.

## Ordenació sacerdotal i episcopat a Mèxic
Poc temps després s'ordenà sacerdot; continuà en el seu ministeri fiscal fins que fou nomenat capellà i almoiner major de la germana del rei Marianna d'Espanya, després emperadriu d'Alemanya. Acompanyà aquesta en el seu viatge per Itàlia, Moràvia, Bohèmia, Suècia, Flandes i França. En tornar a Espanya, continuà en el seu càrrec del Consell d'Índies.
El 1639 fou elegit per ocupar la seu de Puebla de los Ángeles (actual Puebla de Zaragoza) a Mèxic. Consagrat a Madrid pel cardenal Espínola, el desembre del mateix any sortí cap a les Índies. Abans anà a Salamanca per resoldre un greu afer en el col·legi major de l'arquebisbat. A més, se li confiaren els càrrecs de visitador general d'Índies i jutge de residència dels tres virreis de Nova Espanya; finalment, el 1642, Felip IV el nomenà virrei, governador, president i capità general de la Nova Espanya, càrrec, però, que gaudí pocs mesos.
Quan va arribar a Mêxic va trobar buit el tresor reial del virregnat i aconseguí d'ingressar-hi més de 600.000 pesos en sis mesos. Va socórrer l'Havana, que també es trobava en un estat de gran penúria. Creà un batalló i gent de milícia, segons desitjos del rei, per a la defensa del territori; perseguí amb èxit als bandolers i gent de mal viure, ja que el país n'estava infectat, i va governar el país amb decisions molt beneficioses.
El febrer de 1642 fou presentat per a la seu episcopal de Ciutat de Mèxic; l'administrà un temps però renuncià a aquesta mitra el març de l'any següent per tornar a la seva primitiva diòcesi, per la que tenia una estima singular. Va contribuir amb diners a acabar les obres de la catedral, començada feia un segle, i que va poder consagrar el 18 d'abril de 1649. Construí el palau episcopal, i el seminari conciliar de San Pedro, San Juan y San Pablo. Assignà una renda a aquest seminari, hi creà càtedres de teologia moral i expositiva, de filosofia, retòrica, gramàtica, cant i rúbriques, i li'n feu donació de la seva notable biblioteca particular que, ampliada, és coneguda com a Biblioteca Palafoxiana i encara es conserva en el seu estat original.
També fundà el convent de la Concepció i, mitjançant les almoines que donà i les que assolí reunir, es construïren més de 40 esglésies en la seva diòcesi, reparant-se la fàbrica d'altres. Visità personalment l'extensa diòcesi en tres ocasions diferents, confirmant 130.000 feligresos, i administrant l'Església amb tant zel que va merèixer l'elogi del papa Innocenci X en la seva butlla del 14 de maig de 1618.

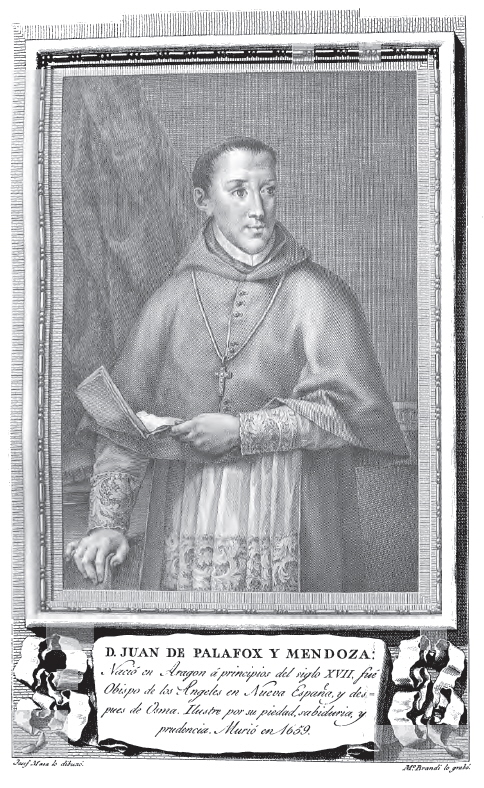
Retrat a Retratos de Españoles ilustres, Madrid: Real Imprenta, 1791
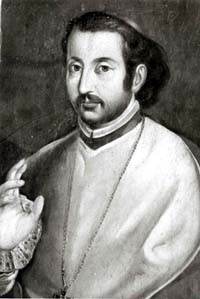
Retrat del bisbe
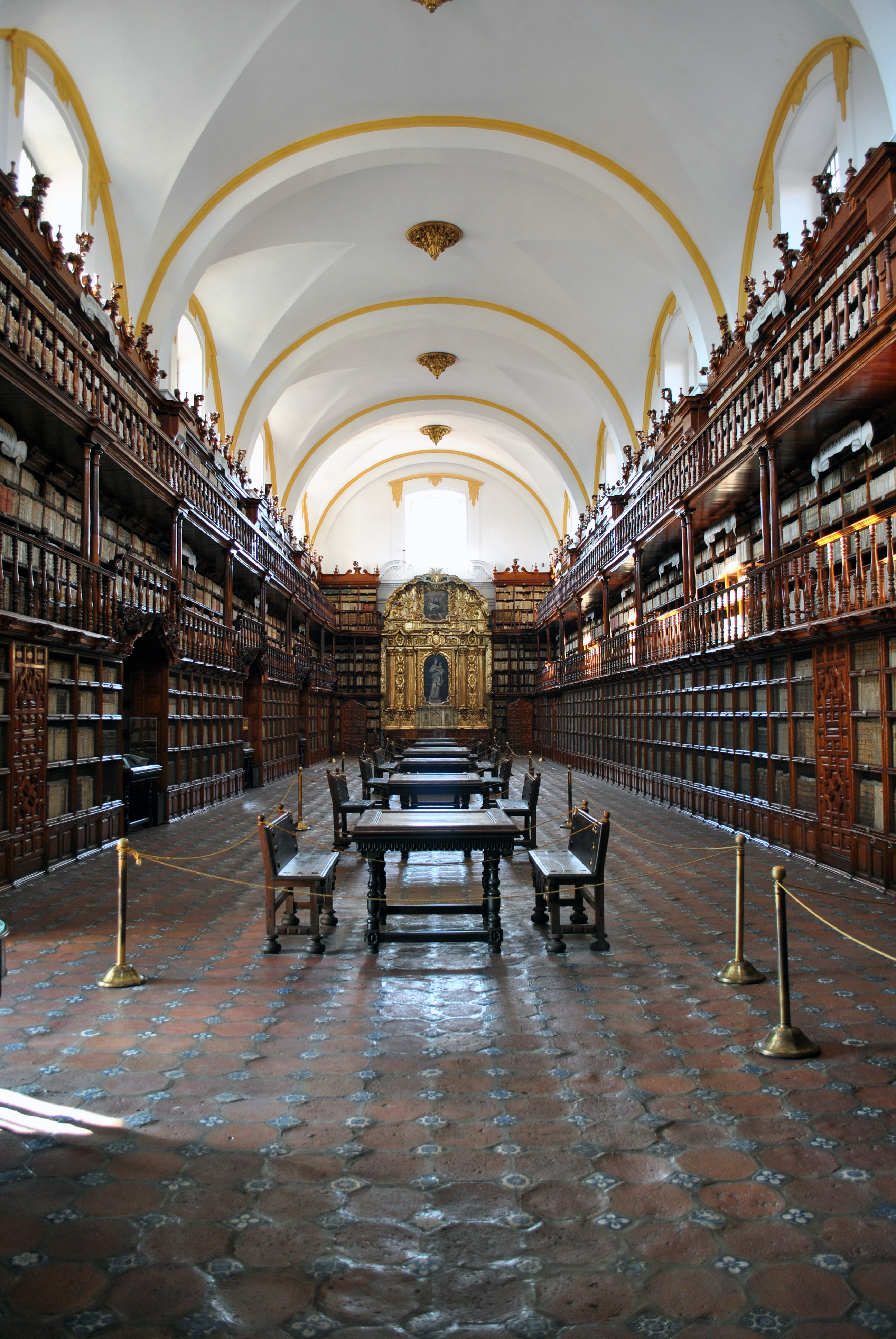
Biblioteca Palafoxiana (Puebla)
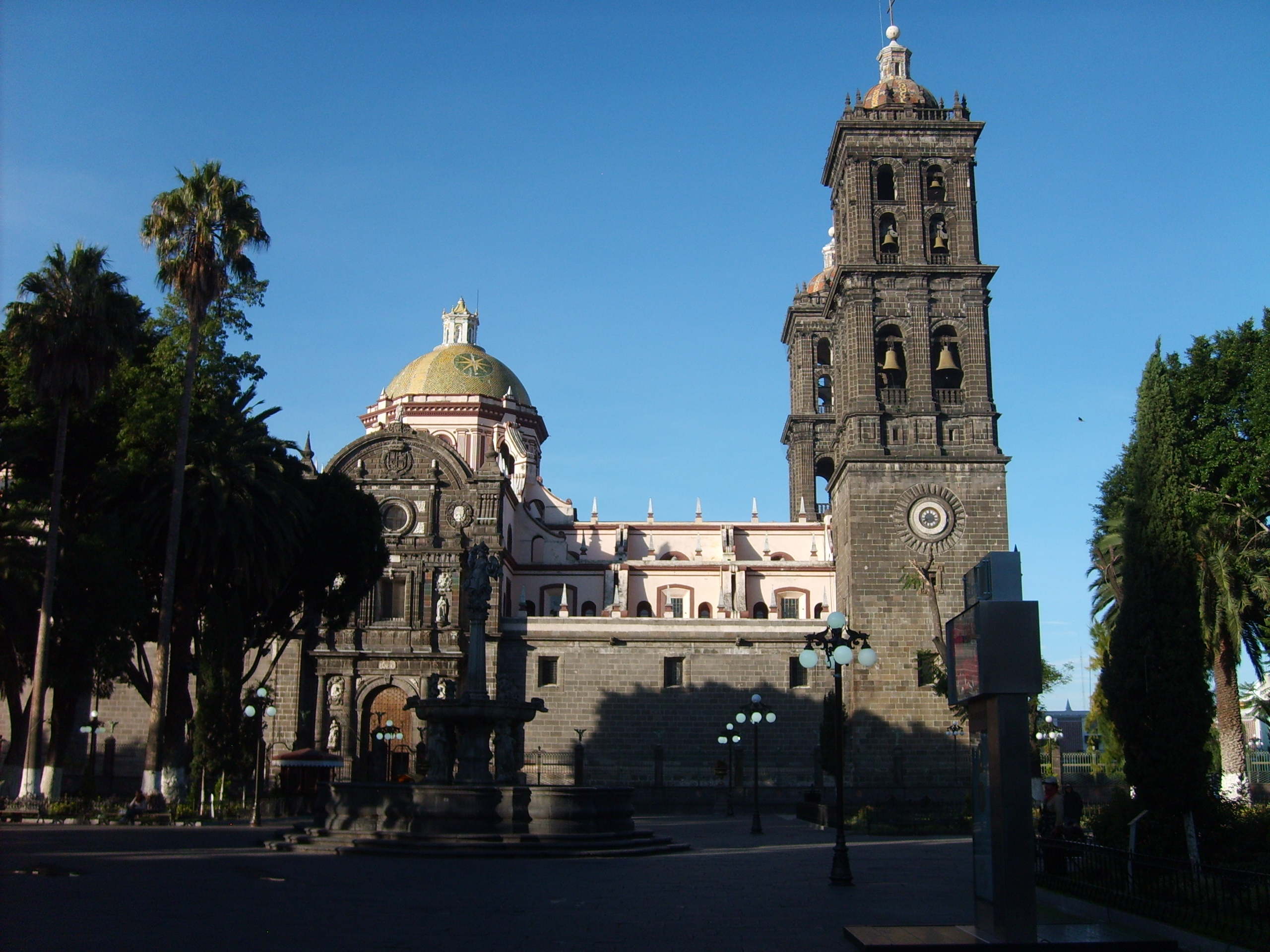
Catedral de Puebla, consagrada pel bisbe Palafox
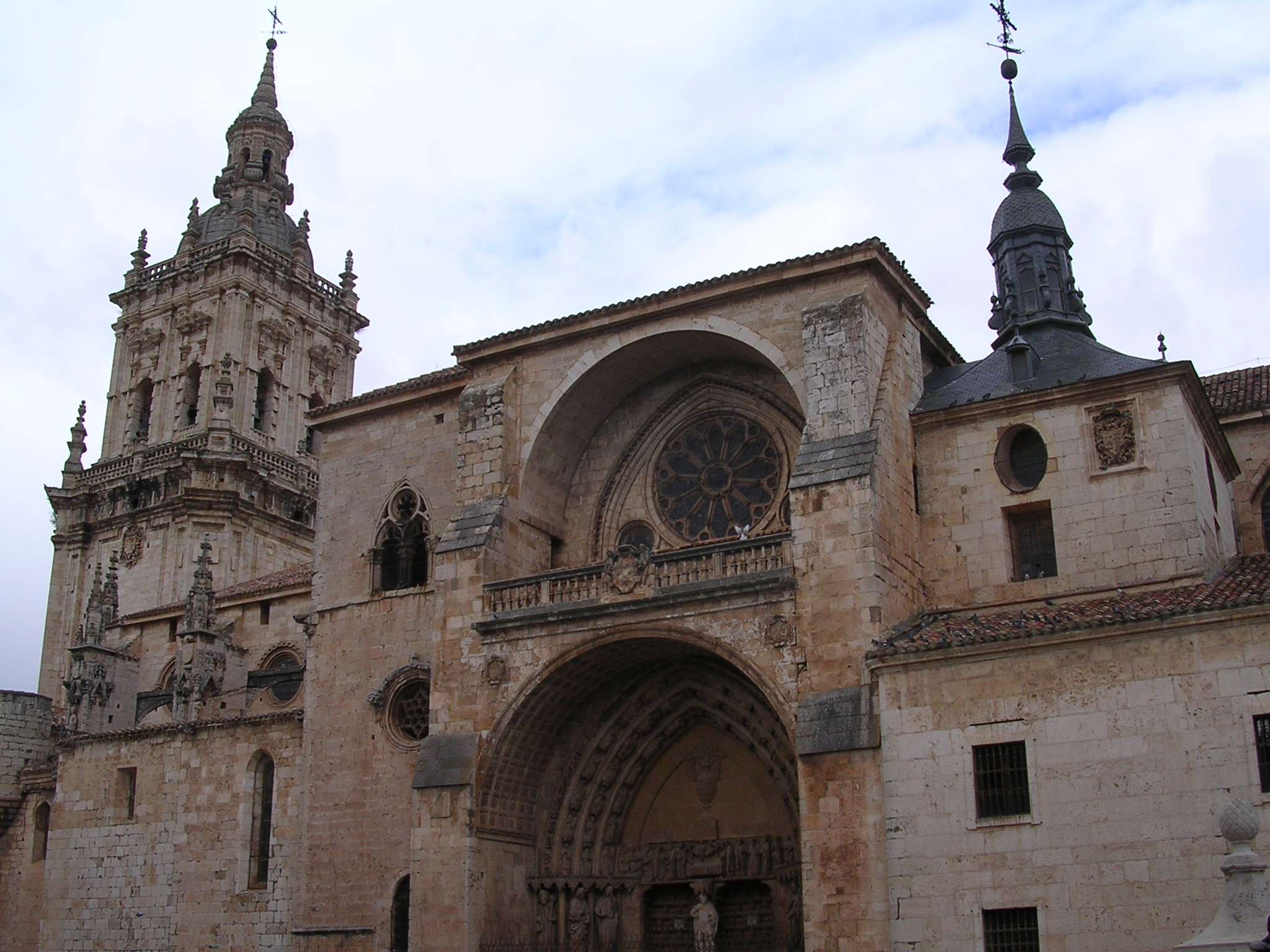
Catedral del Burgo de Osma

## Plet amb els jesuïtes
Durant el seu govern a Puebla de los Ángeles tingué lloc el famós plet amb els jesuïtes, que tingué ressò a Mèxic, Madrid i Roma i s'utilitzà més tard per suprimir la Companyia de Jesús. L'origen del litigi, poc estudiat, eren els delmes i el fet que els jesuïtes s'havien negat, sense arguments, a mostrar a Palafox les llicències que els permetien confessar i predicar al territori. Un sermó predicat a Puebla pel pare Legazpi, quan Palafox ja havia prohibit que prediquessin, determinà Palafox a publicar un edicte on repetia la prohibició i excomunicava els fidels de la diòcesi que anessin a les predicacions i confessionaris dels jesuïtes.
Aquests, en virtut del dret d'elegir jutges imparcials que examinessin la justícia o injustícia de l'edicte episcopal, van elegir dos pares dominics, en comptes de buscar algun mitjà de reconciliació. A més, tot i que el decret era just en el fons (malgrat algunes exageracions i falsedats) no hi havia motius per anomenar jutges conservadors contra ell. Amb el suport del nou virrei, comte de Salvatierra, d'altres ordes religiosos i alguns membres del capítol, els jesuïtes començaren un plet de sis anys, en els quals van arribar a excomunicar el mateix Palafox i declarar vacant la seva seu. Sovintejaren, fins a arribar al ridícul, les excomunions mútues.
Palafox escrigué diverses cartes al papa Innocenci X. La més coneguda és l'anomenada Inocenciana, resum de tot el que Palafox va escriure contra la Companyia de Jesús. A més de grans errors i contradiccions que es troben a la mateixa carta, llença calúmnies contra l'orde, perdent qualsevol objectivitat. Aquest fet provocà que el bisbe fos cridat a l'ordre.
Felip IV li donà l'ordre de tornar a Espanya i el 6 de maig de 1649 es veié obligat a abandonar Puebla de los Ángeles. Desembarcà en el Puerto de Santa María el setembre d'aquest any. A Madrid acabà el litigi entre Palafox i els jesuïtes amb la signatura de la concòrdia de 20 de maig de 1653.

## La seu d'Osma
El 23 de juny següent Palafox fou presentat per a la seu d'Osma, a El Burgo de Osma. En aquesta fundà l'Escola de Cristo de Sòria, i hi va estendre la devoció del rosari i altres pràctiques pietoses.
Mori als sis anys de regentar la diòcesi, i el seu cadàver fou soterrat en el presbiteri de la catedral, sota d'una senzilla làpida, en la que es gravà un epitafi compost pel mateix prelat.

## Els seus escrits
Palafox y Mendoza fou fecund escriptor,; les seves obres més notables són les següents:
- Sitio y socorro de Fuenterrabía y sucesos del año 1638 (Madrid, 1639 i 1793)
- Excelencias de san Pedro, príncipe de los apóstoles (Madrid, 1659)
- Historia real sagrada, luz de príncipes y súbditos (Puebla de los Ángeles (1643)
- El pastor de Noche Buena, pràctica breve de las virtudes, conocimiento fàcil de los vicios (Osma, 1659)
- Las direcciones espirituales (Osma)
- Luz de los vivos y escarmiento de los muertos: vida del venerable P.S. Enrique Lucon (Osma)
- Testamento i protestación (Osma, 1659)
- Peregrinación de Philotea al santo templo y monte de la Cruz (Lisboa, 1660), traduïda a l'italià, en vers, per Lorenzo Fusconi (Mòdena, 1779)
- Año espiritual, (París, 1670)
- Historia de la conquista de la China por el tartaro (París, 1670)
- Varón de deseos, en que se declaran las tres vías de la vida espiritual (Madrid, 1653)
- Trompeta de Ezequiel á curas y sacerdotes (1658)
- Tratado breve de escribir bien y de la perfecta ortografia (1662)
- Bocados espirituales, políticos, mistícos y morales, etc.(Madrid, 1662).

Les obres de Palafox, algunes de les quals s'han editat més d'un cop, formen una col·lecció de més de 15 volums, en l'edició madrilenya de 1767:
A Sevilla es va publicar, per Lucas Martín en (1691), el llibre Vida interior del Excmo. y Venerable señor D. Juan Palafox..., que més aviat sembla la seva autobiografia. La biografia de Palafox y Mendoza fou escrita per Antonio González de Rosende (Madrid, 1762). El nom de Palafox y Mendoza figura en el Catalogo de Autoridades de la Lengua, publicat per l'Academia Española.

## Veneració
Ja quan va morir fou tingut per persona santa. El 1666 les seves restes foren traslladades a una urna de pedra, i llavors es pogué observar que el cos del prelat conservava encara el seu color natural i que es trobaven integres els ornaments sacerdotals que el vestien. El mateix any, la diòcesi d'Osma va incoar-ne el procés de beatificació, seguida en 1688 per la diòcesi de Puebla de los Ángeles. Fou conegut des de llavors com el Venerable Palafox.
El 27 de gener de 2004 fou reoberta la causa i, després de la investigació sobre un miracle atribuït al sant (un guariment en 1766) el papa Benet XVI promulgà el 27 de març de 2009 que seria beatificat. La cerimònia de beatificació tingué lloc el 5 de juny de 2011 a El Burgo de Osma.